# 小行星9165
小行星9165（英語：9165 Raup）是一颗围绕太阳公转的小行星。1987年9月27日，卡罗琳·舒梅克、尤金·舒梅克在帕洛马山发现了此天体。
这颗小行星的绝对星等为332.11942等。